# Marietta Waters
Marietta Waters ist eine US-amerikanische Sängerin lateinamerikanischer Abstammung.

## Werdegang
Für ihre Zusammenarbeit mit Sérgio Mendes gab sich Waters den Künstlernamen Marietta Araiza und sang den Titel Homecooking auf dessen 1975er Album Home Cooking. Auf Syreetas Album One to One interpretierte sie 1977 den Titeltrack.
Kommerziellen Erfolg als Solistin hatte Waters erst in den 1980er Jahren, als sie sich, nun als Marietta, von Harold Faltermeyer produzieren ließ. Sie steuerte 1986 das Lied Destination Unknown zum Soundtrack Top Gun bei. Einen Charterfolg in Deutschland, Österreich und der Schweiz hatte sie im gleichen Jahr mit Fire & Ice, dem Titelsong zu Willy Bogners Film Feuer und Eis.
Waters schrieb Lieder und machte Aufnahmen für einige Kollegen, tourte aber auch mit anderen Künstlern, darunter Berlin, Stevie Wonder, Giorgio Moroder, Cyndi Lauper, Ringo Starr und Elton John. 2006 veröffentlichte sie die CD A Call from the Heart mit Pop-, Latin-, Jazz-, R&B- und Gospel-Einflüssen.
Heute lebt Waters in Van Nuys, Kalifornien, und arbeitet als Vocal Coach.

## Diskografie

### Alben
- 2006: A Call from the Heart

### Lieder
- 1975: Homecooking (als Marietta Araiza, mit Sérgio Mendes & Brasil ’77)
- 1977: One to One (als Marietta Araiza, mit Syreeta)
- 1986: Born to Dance (als Marietta)
- 1986: Fire and Ice (als Marietta)
- 1986: Destination Unknown (Top Gun) (als Marietta)
- 1990: Thunder & Lightning (Willy Bogner's Fire, Ice & Dynamite) (als Marietta)
- 1990: Never Give Up (Willy Bogner's Fire, Ice & Dynamite) (als Marietta mit Chris Thompson)